# Iveco Eurocargo
O Iveco Eurocargo é um caminhão leve fabricado pela empresa Iveco lançado em 1991 e com produção ainda em vigor, ele já está na 3ª geração.